# Felisa Lisasola
Felisa Lisasola (Salto, 31 de outubro de 1877 – 28 de outubro de 1953) foi uma poeta uruguaia promotora de uma grande actividade cultural em sua cidade.

## Obras
- Lámpara (Montevideo, 1926)
- Meditación (Salto, 1931)